# Gmina Bednja
Gmina Bednja (chorw. Općina Bednja) – gmina w Chorwacji, w żupanii varażdińskiej. W 2011 roku liczyła  3992 mieszkańców.